# Диобеси
Диобесите са тракийско племе, живяло в региона на Средна Места. Споменава се от Плиний Стари, както и от няколко по-късни автори, които са преразказали следния негов откъс:
| „ | ...от дясната страна на реката Стримон живеят дентелети и меди чак до споменатите вече бисалти; от лявата страна - дигери и много племена от бесите чак до реката Местос, която заобикаля подножието на планината Пангей между халети, диобеси и карбилеси, а после между бриги, сапеи и одоманти. | “ |

Според Димитър Дечев наванието диобеси е хапакс, с който Плиний Стари е обозначил жителите от граничния регион между диите и бесите.